# Hypomolis venedictoffae
Hypomolis venedictoffae är en fjärilsart som beskrevs av De Toulgoët 1977. Hypomolis venedictoffae ingår i släktet Hypomolis och familjen björnspinnare. Inga underarter finns listade i Catalogue of Life.